# Eriocaulon sollyanum
Eriocaulon sollyanum là một loài thực vật có hoa trong họ Eriocaulaceae. Loài này được Royle mô tả khoa học đầu tiên năm 1840.